# 内山晃
内山 晃（うちやま あきら、1954年（昭和29年）3月3日 - ）は、日本の政治家、社会保険労務士。
衆議院議員（3期）、総務大臣政務官（菅直人第1次改造内閣・菅直人第2次改造内閣）、新党きづな代表などを歴任した。

## 経歴

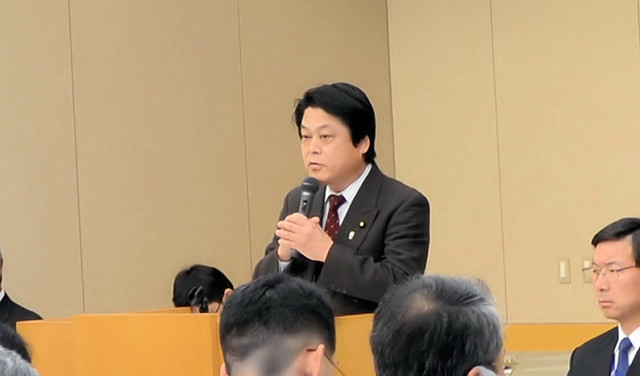
2011年4月20日、全国都道府県統計主管課（部）長会議に出席

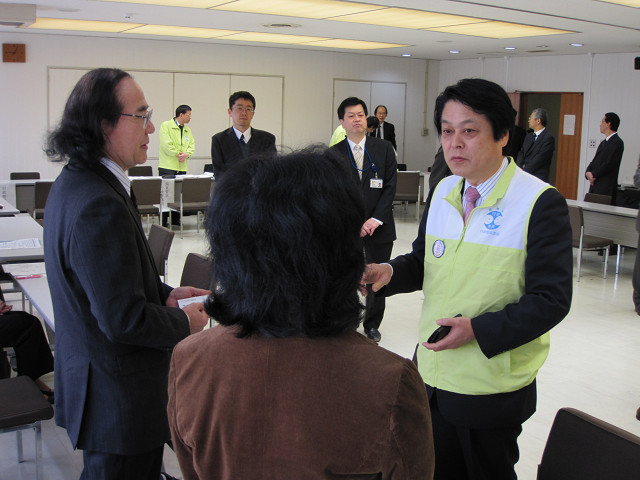
2011年4月20日、特別行政相談所を視察

千葉県柏市生まれ（現住所は流山市西初石）。流山市八木北小学校、流山市立常盤松中学校、専修大学松戸高等学校、専修大学商学部卒業。
1987年内山労務管理事務所所長に就任。1991年流山青年会議所理事長に就任。1995年には年金ライフ社を設立した。
2000年6月25日の第42回衆議院議員総選挙に立候補したが落選。2003年11月9日の第43回衆議院議員総選挙では、自由民主党の松本和巳を破り初当選した。2005年9月11日の第44回衆議院議員総選挙では、松本に小選挙区で敗れたが比例復活で再選。
2006年、松本が運動員の公職選挙法違反による連座制対象となった責任を取って辞職したことから4月に行われる千葉7区の補欠選挙への立候補を検討した。しかし、同じ千葉県連に所属していた永田寿康が国会質疑で取り上げた堀江メール問題で民主党に対する風当たりが強く、当選は困難であると判断し、立候補を見送った。この選挙では千葉県議の太田和美が民主党の公認を得て当選。これにより、同じ選挙区を地盤とする民主党の議員が2人となった。
2007年5月30日、いわゆる消えた年金問題の年金の支給漏れに対する請求権の時効を撤廃する救済法案が衆議院の厚生労働委員会で採決された。その際に審議が不十分な上、根本的な救済にならないとして桜田義孝厚生労働委員長（当時）を羽交い締めにして採決を阻止しようとし、この行為が「品位を欠いている」として30日間の登院停止処分が懲罰委員会で決定された。これに対して内山は「国民の不利益につながる法案に抗議したもので恥じる事はない」と反論している。
第45回衆議院議員総選挙における太田との公認調整問題について、民主党代表の小沢一郎は2007年12月に次回総選挙でも前回と同様に内山を7区から擁立し、太田を他の選挙区へ転出させる方針を表明。翌2008年に太田が福島2区へ「国替え」することで決着が図られた。2009年8月30日の第45回総選挙では小選挙区で当選し、3選。
2010年9月の菅直人第1次改造内閣で総務大臣政務官に就任。翌年1月の第2次改造内閣でも留任した。
2011年6月の菅内閣不信任決議（菅おろし）の採決では賛成する意向を示し総務大臣政務官の辞表を提出。採決直前の代議士会で菅が早期退陣を表明して党内で不信任に賛成する動きが弱くなったことで、採決では棄権をした。その後、民主党執行部によって3ヶ月の党員資格停止となった。同年6月27日の人事で、浜田和幸の総務大臣政務官就任に伴い、総務大臣政務官を辞任。
2011年12月28日、党が掲げる消費増税に反対し、斎藤恭紀とともに離党届を提出した。民主党は2012年2月7日の常任幹事会で内山の離党届を受理せず除籍処分とすることを決定した）。翌2012年1月4日、9名の衆議院議員で「新党きづな」を立ち上げ、代表に就任した。新党きづなの解党後は国民の生活が第一には加わらず、当面は無所属で活動する意向を示していたが、一転して同年11月19日付で国民の生活が第一に入党。同年12月16日の第46回衆議院議員総選挙には日本未来の党公認で千葉7区から立候補するも落選。
2013年7月21日の第23回参議院議員通常選挙に新党大地から比例区から立候補するも落選。
2017年10月22日の第48回衆議院議員総選挙にあたり、希望の党から岡山3区の公認候補として立候補するも落選。
2019年5月29日、旧国民民主党総務会において、次期衆議院議員総選挙の岡山3区での公認が内定した。その後、2020年に旧国民民主党が立憲民主党に合流したが、同党内で選挙区内での公認予定者が競合したことで、関東地方の選挙区への国替えを提案されたがこれを拒否。引き続き岡山3区から立候補する意向を示し、同年10月23日に立憲民主党へ離党届を提出し、その後受理された。
2021年4月7日、日本維新の会の千葉7区支部長に就任した。2021年10月31日、第49回衆議院議員総選挙では、3位で落選し、比例南関東ブロックでも惜敗率が供託金没収の候補より下回る惨敗に終わり落選した。

## 政策・主張

### 憲法問題
- 憲法改正について、2017年、2021年のアンケートで「賛成」と回答[17][18]。
- 改正すべき項目として「教育の充実に向けた環境整備を行う旨を明記する」「憲法裁判所を設置する」と主張[19]。
- 憲法9条への自衛隊の明記について、2021年のアンケートで「賛成」と回答[20]。

### ジェンダー問題
- 選択的夫婦別姓制度の導入について、2017年のアンケートでは「賛成」と回答[17]。2021年のアンケートでは「どちらかといえば賛成」と回答[18]。
- 同性婚を可能とする法改正について、2021年の朝日新聞社のアンケートでは「どちらかといえば賛成」と回答[18]。2021年のNHKのアンケートでは回答しなかった[20]。
- 「LGBTなど性的少数者をめぐる理解増進法案を早期に成立させるべきか」との問題提起に対し、「賛成」と回答[18]。
- クオータ制の導入について、2021年のアンケートでは回答しなかった[20]。